# Let 802/6 British Eagle International Airlines
Let 802/6 je bil redni potniški polet družbe British Eagle International Airlines z letališča London Heathrow proti letališču Innsbruck v Avstriji 29. februarja 1964, ki je med pristajanjem v slabem vremenu zaradi prenizke višine trčil v goro Glungezer pri Innsbrucku. Pri tem je umrlo vseh 83 potnikov in članov posadke, s čimer je še zdaj najhujša letalska nesreča vseh časov na ozemlju Avstrije.

## Potek
Turbopropelersko potniško letalo Bristol Britannia 312 družbe British Eagle je vzletelo z londonskega letališča Heathrow ob 12.04 po lokalnem času (GMT) na poti proti Innsbrucku. Na krovu je bilo 75 potnikov in osem članov posadke, večinoma britanskih turistov na poti na zimske počitnice, poleg njih pa še en Avstrijec in en Kanadčan.
Letalo je ob 13.35 GMT javilo položaj kontroli zračnega prometa v Münchnu in devet minut kasneje preletelo neusmerjeni radijski oddajnik v Kemptenu. Takrat je pilot preklopil s pravil instrumentalnega letenja na pravila vizualnega letenja, saj letališče ni bilo opremljeno za instrumentalno približevanje. Veljalo je za eno najtežavnejših evropskih letališč, toda kapitan E. Williams je bil izkušen pilot in tudi za kopilota Davisona je bil to že četrti let v Innsbruck (po pravilih je moral pilot opraviti pet pristankov pod nadzorom izkušenejšega, preden je lahko samostojno pristajal tam). Dve minuti po Kemptenu se je letalo pričelo spuščati proti Seefeldu. Vreme na tem območju je bilo slabo, z nizko oblačnostjo in pilot je nad visokofrekvenčnim vsesmernim radijskim oddajnikom letališča v Innsbrucku javil, da pri višini 11.000 ft (3.400 m) išče luknjo v oblakih za pristanek. Zadnje sporočilo je bilo ob 14.12 GMT, pri višini 10.000 ft (3.000 m). Nato je nadaljeval s spuščanjem in pripravami na pristanek, ko je letalo trčilo v vzhodno pobočje manj kot 30 m pod vrhom gore Glungezer približno 10 km jugovzhodno od letališča. Razbitine so nato s plazom zdrsnile 400 m po globeli med vrhovoma Glungezer in Gamslahner.

## Iskalna akcija in kasnejši dogodki
Nekaj lokalnih prebivalcev je poročalo o bobnenju v gorah, ki bi lahko bilo povezano z nesrečo, a je zaradi nepreglednega terena in slabega vremena razbitine šele naslednje jutro našlo izvidniško letalo ameriškega vojnega letalstva. Reševalci in preiskovalci, ki so prišli do nje s helikopterji in peš, so našli le raztresena trupla, osebne predmete in ostanke letala. Umrli so vsi na krovu, čeprav obstaja možnost, da je kdo preživel sam trk.
Avstrijski preiskovalci so že tri dni po nesreči izdali preliminarno poročilo, ki je zvalilo vso odgovornost na pilota, čeprav tega še zdaleč ni bilo možno trditi z dovoljšnjo gotovostjo. Tudi letališka uprava je takoj zavrnila odgovornost, rekoč, da so vse naprave delovale. Zato je britanska vlada poslala uradno diplomatsko pritožbo avstrijski, saj je takšno ravnanje vzbudilo dvome o nepristranskosti nadaljnje preiskave. Dajalo je namreč vtis, da želijo Avstrijci predvsem pomiriti javnost glede varnosti letališča in obvarovati status Innsbrucka kot turistične destinacije.
Napaka kapitana, ki se je spustil nižje kot so dovoljevala pravila vizualnega letenja, je kljub temu obveljala kot najverjetnejši vzrok za nesrečo. Posnetki pogovorov s kontrolnim stolpom so nakazovali na možnost okvare višinomera, zaradi česar bi pilota lahko menila, da sta še dovolj visoko za prelet gora, a je kasnejša preiskava izključila možnost okvare in kot krivca izpostavila kapitana, ki je krožil v oblakih okrog letališča in se pri nezadostni vidljivosti spustil nižje, kot so dovoljevala pravila vizualnega letenja. V istem času so na letališču v Innsbrucku pristajala tudi druga letala, zaradi česar je verjetno upal, da bo našel luknjo v oblakih, ki je omogočila pristanek njim.